# Siège d'Enerhodar
Pour un article plus général, voir Offensive du Sud de l'Ukraine.
Invasion de l'Ukraine par la Russie de 2022
Batailles
Offensive de Kiev (Jytomyr, Kiev) : 
- 1re Hostomel
- Tchernobyl
- Ivankiv
- Kiev
- 2e Hostomel
- Vassylkiv
- Boutcha
- Irpin
  - Bombardement de réfugiés
- Jytomyr
- Mochtchoun
- Makariv
- Brovary

Offensive du Nord (Tchernihiv, Soumy) :
- Hloukhiv
- Slavoutytch
- Bombardements
- Soumy
- Trostianets
- Tchernihiv
- Okhtyrka
- Lebedyn
- Konotop
- Romny
- Desna
- Escarmouches frontalières

Russie  (Briansk, Belgorod) :
- Incursions en Russie occidentale
  - Oblast de Briansk
  - Oblasts de Belgorod et de Koursk
    - Incursions de 2024

  - Bombardement de Belgorod
- Oblast de Koursk (août 2024)

Campagne de l'Est (Donetsk, Louhansk, Kharkiv)
Kharkiv :
- 1re Kharkiv
  - Tchouhouïv
  - Bombardements : en février
  - en mars
  - en avril
  - du bâtiment administratif
- Izioum
- 2e Kharkiv
  - Balaklia
  - 1re Koupiansk
  - Chevtchenkove
- 3e Kharkiv

Nord du Donbass:
- Starobilsk
- Sloviansk
  - Dovhenke
  - 1re Lyman
  - Sviatohirsk
  - Bohorodychne et Krasnopillia
  - Bombardements : Bilohorivka
  - Kramatorsk
- Sievierodonetsk
  - Kreminna
  - Donets
  - Roubijné
  - Popasna
  - Tochkivka
  - Massacre
- Lyssytchansk
- 2e Kharkiv
  - Balaklia
  - 1re Koupiansk
  - Chevtchenkove
  - 2e Lyman
- Oblast de Louhansk
  - Ligne Svatove-Kreminna
  - Serebryansky
  - 2e Koupiansk

 Centre du Donbass:
- Horlivka
- Popasna
- Svitlodarsk
- Bakhmout
  - Soledar
- Siversk
- Tchassiv Iar
- Toretsk

Sud du Donbass :
- Volnovakha
- Marioupol
  - Bombardements : de l'hôpital
  - du théâtre
  - de l'école d'art
- Pisky
- Vouhledar
  - Pavlivka
- Marïnka
- Contre-offensive de 2023
- Avdiïvka
- Novomykhaïlivka
- Pokrovsk
  - Krasnohorivka
  - Toretsk
- Bombardements :
- Makiïvka
- Donetsk

Campagne du Sud (Mykolaïv, Kherson, Zaporijjia)
- 1re Kherson
- Odessa
- Melitopol
- Mykolaïv
  - Bombardements : à fragmentation
  - du bâtiment administratif
- 1re Berdiansk
- Zaporijjia
- Tchornobaïvka
- Enerhodar
- Voznessensk
- Houliaïpole
- Davydiv Brid
- 2e Berdiansk
- Nova Kakhovka
- 2e Kherson
  - Doudtchany
- Dniepr
- Tchoulakivka
- Contre-offensive de 2023
  - Robotyne

Frappes aériennes dans l'Ouest et le Centre de l'Ukraine
- Lviv (02/2022)
- Vinnytsia (03/2022)
- Yavoriv (03/2022)
- Deliatyne (03/2022)
- Dnipro

Guerre navale
- Île des Serpents (02/2022)
- Moskva (04/2022)

Attaques en Crimée
- Novofedorivka (08/2022)
- Djankoï (08/2022)
- Pont de Crimée (10/2022)
- Base navale de Sébastopol (10/2022)
- Pont de Crimée (07/2023)
- Base navale de Sébastopol (09/2023)

Débordement
- Aéroport de Millerovo
- Sabotages en Russie
- Attaques en Transnistrie
- Sabotage des gazoducs Nord Stream
- Terrain d'entraînement militaire de Soloti
- Explosions en Pologne
- Bases aériennes de Dyagilevo et Engels-2
- Base aérienne de Minsk-Matchoulichtchi
- Crise russo-moldave de 2023
  - Accusations de tentative de coup d'État en Moldavie
- Incident de drone de 2023 en mer Noire
- Rébellion du groupe Wagner

Massacres
- Tchernihiv
- Boutcha
- Borodianka
- Olenivka
- Izioum

Le siège d'Enerhodar est un engagement et un siège militaire ayant opposé les Forces armées russes et les Forces armées ukrainiennes lors de l'offensive du Sud de l'Ukraine pour le contrôle d'Enerhodar, dans le cadre de l'invasion russe de l'Ukraine en 2022. Il s'est soldé par une victoire russe.

## La bataille
Le 27 février, une avancée notable des troupes russes en direction d'Enerhodar est signalée. Dans une vidéo postée sur sa chaîne Telegram, le maire de la ville, Dmytro Orlov, détaille la situation de la manière suivante : « À 14 h 30, la situation dans la ville reste tendue. Les combats se poursuivent à Dniproroudne et Vassylivka. Les véhicules ennemis près d'Enerhodar sont assez proches, bougent constamment, de sorte que la situation reste compliquée. Déjà dans la ville, il y a de petits groupes de sabotage essayant de s'introduire dans des installations. »
Le 28 février, à 8 heures du matin (UTC+2), les forces russes tentent d'entrer dans la ville d'Enerhodar, mais font face à la résistance de l'armée ukrainienne et des milices citoyennes. Les combats durent environ deux heures jusqu'à ce que deux avions russes présumés soient détruits par les forces terrestres ukrainiennes. Le 28 février, le ministère de la Défense de la fédération de Russie annonce la prise de la ville et de la centrale nucléaire de Zaporijjia,, la plus grande d'Europe. Ces informations sont réfutées par le maire de la ville. Une vidéo publiée ultérieurement montre des civils locaux empêchant un convoi russe d'entrer à Enerhodar en érigeant des barricades, les forçant au repli. 
Le 1er mars, les forces russes tiennent la ligne en périphérie de la ville et l'encerclent complètement. Selon le maire d'Enerhodar, la ville rencontre des problèmes d'approvisionnement, notamment en nourriture. De 16 h 00 à 18 h 00 environ, une manifestation longue d'un kilomètre impliquant des citoyens non armés empêche les forces russes d'entrer dans la ville.
Le 2 mars, en début d'après-midi, l'Agence internationale de l'énergie atomique (AIEA) annonce que la zone entourant la centrale nucléaire de Zaporijjia est désormais sous contrôle russe. Vers 18 h 00, un cortège de civils empêche cependant toujours les soldats  russes d'y accéder. 
Le 3 mars, le siège s'intensifie. Des combats ont lieu sur les barricades érigées par les défenseurs ukrainiens. Le maire, Dmytro Orlov, accuse l'armée de terre russe d'avoir tiré des obus sur la ville, détruisant des bâtiments résidentiels ainsi qu'une école, et privant certains quartiers d'accès à l'eau et à l'électricité.
Le 4 mars, à 1 h 19 (UTC+2), Andriy Touz, le représentant du service de presse de la centrale nucléaire de Zaporijjia, annonce que l'installation a été victime d'un bombardement russe, occasionnant un incendie dans un bâtiment adjacent. Ce dernier dure près de 4 heures et mobilise au total une quarantaine de pompiers ainsi qu'une dizaine de véhicules,. S'il n'occasionne ni victime, ni le moindre dégât à une structure sensible, ce feu fait néanmoins ressurgir d'immenses craintes concernant la sécurité nucléaire du pays et de l'Europe dans le cadre de ce conflit armé.
Plus tard dans la matinée, les troupes russes s'emparent de la centrale et pénètrent ensuite dans Enerhodar. Selon le maire de la ville, celle-ci a perdu son approvisionnement en chauffage à la suite de la bataille.

## Conséquences
Oleksandr Staroukh, gouverneur de l'oblast de Zaporijjia, déclare le 5 mars que les forces russes ont quitté la ville après l'avoir pillée, la situation étant désormais sous le contrôle des autorités locales. Selon le maire de la ville Dmitry Orlov, qui nie ces affirmations, les forces russes contrôlent toujours le périmètre de la ville et la centrale électrique de Zaporijjia, tandis que les autorités locales se doivent de faire appliquer la loi et l'ordre, les soins de santé et les activités économiques dans la ville. L'administration militaire régionale de l'oblast de Zaporijjia annonce le 7 mars qu'Enerhodar est sous le contrôle des forces russes.
Le 6 mars, l'AIEA publie une déclaration indiquant l’ingérence des forces russes dans les opérations de la centrale : « toute action de la direction de la centrale — y compris les mesures liées au fonctionnement technique des six réacteurs — nécessite au préalable l'approbation du commandant russe », ajoutant « les forces russes sur le site ont coupé certains réseaux mobiles et Internet afin que des informations fiables du site ne puissent pas être obtenues par les voies de communication normales ».
Le 11 mars, le président de l'entreprise publique ukrainienne Energoatom, Petro Kotine, explique dans une interview télévisée que la Russie entend incorporer la centrale de Zaporijjia dans son équivalent russe, Rosatom, et que des responsables de cette entreprise ont tenté, sans succès, de prendre la direction de la centrale.